# MONIAC

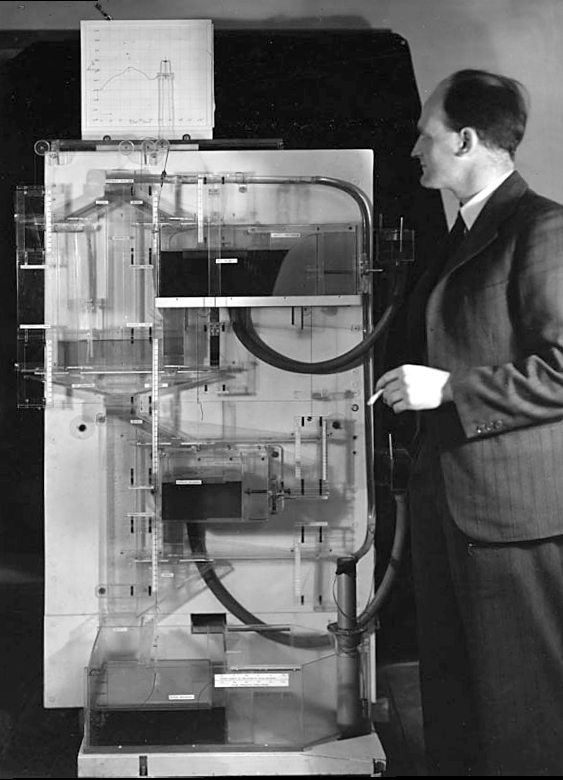
El computador de Phillips

El MONIAC (Monetary National Income Analogue Computer, que en castellano equivaldría a "Computador Análogo de la Renta Monetaria Nacional") también conocido como el Computador Hidráulico de Phillips y el Financefalógrafo, fue creado en 1949 por el economista neozelandés William "Bill" Phillips) para representar el modelo económico nacional del Reino Unido, cuando todavía era estudiante en la Escuela de Economía de Londres (LSE). El computador utilizaba lógica de fluidos para modelar el funcionamiento de una economía. El nombre en inglés se sugiere asociando las palabras dinero (money), y ENIAC, el nombre de uno de los primeros computadores digitales.

## Descripción

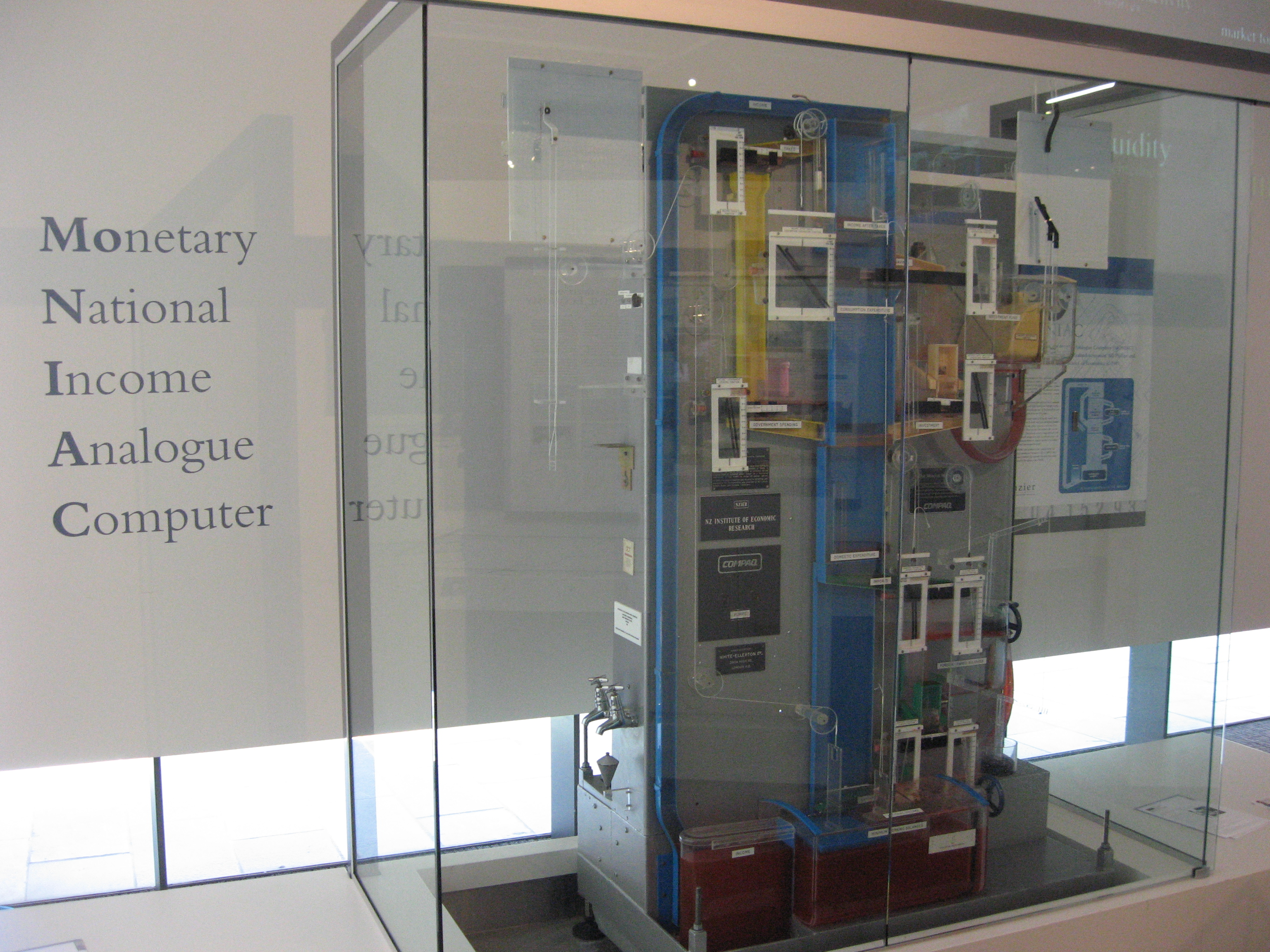
El computador, exhibido en el Banco de Reserva de Nueva Zelanda

El computador medía aprox. 2 m de alto, 1,2 m de ancho y casi 1 m de profundo, y constaba de una serie de tanques en plástico transparente conectados por tubos, todos montados en un tablero de madera.
En este modelo, cada tanque representa aspectos de la economía nacional mientras que el flujo del dinero alrededor de la economía es ilustrado por agua coloreada. En la parte superior del tablero se sitúa un tanque grande que representa los recursos disponibles, el presupuesto. El agua (representando el dinero) fluye del primer tanque a los otros tanques, representando en qué se gasta el dinero. Por ejemplo, hay tanques para salud y educación. Si se quiere aumentar el gasto en salud se debe abrir un poco el grifo correspondiente, que drenará agua del presupuesto llevándola al tanque de la salud. Esta agua regresará al tanque inicial bombeada a través de otros tanques que representan los impuestos, por ejemplo.
Los ahorros reducen los fondos disponibles para el consumo, y los ingresos por inversiones aumentan aquellos fondos.
El computador lo demostró, drenando agua (ahorros) a la corriente de gastos y inyectando agua (ingresos de inversión) a la corriente. Cuando el flujo de ahorros supera el flujo de inversión, el nivel de agua en los ahorros y tanque de inversión (el tanque del superávit) aumenta para reflejar el equilibrio acumulado. Cuando el flujo de inversión supera el flujo de ahorros por cualquier lapso, el tanque del superávit se vacía. Las importaciones y las exportaciones están representadas por el agua que sale y entra al modelo. El flujo real del agua era automáticamente controlado a través de una serie de flotadores, contrapesos, electrodos, y cordones. Cuando el nivel de agua llegaba a cierto nivel en algún tanque, las bombas y los desagües entraban en acción. Para su sorpresa, Phillips y su colega Walter Newlyn encontraron que el computador podría ser calibrado a una exactitud del 2%.  

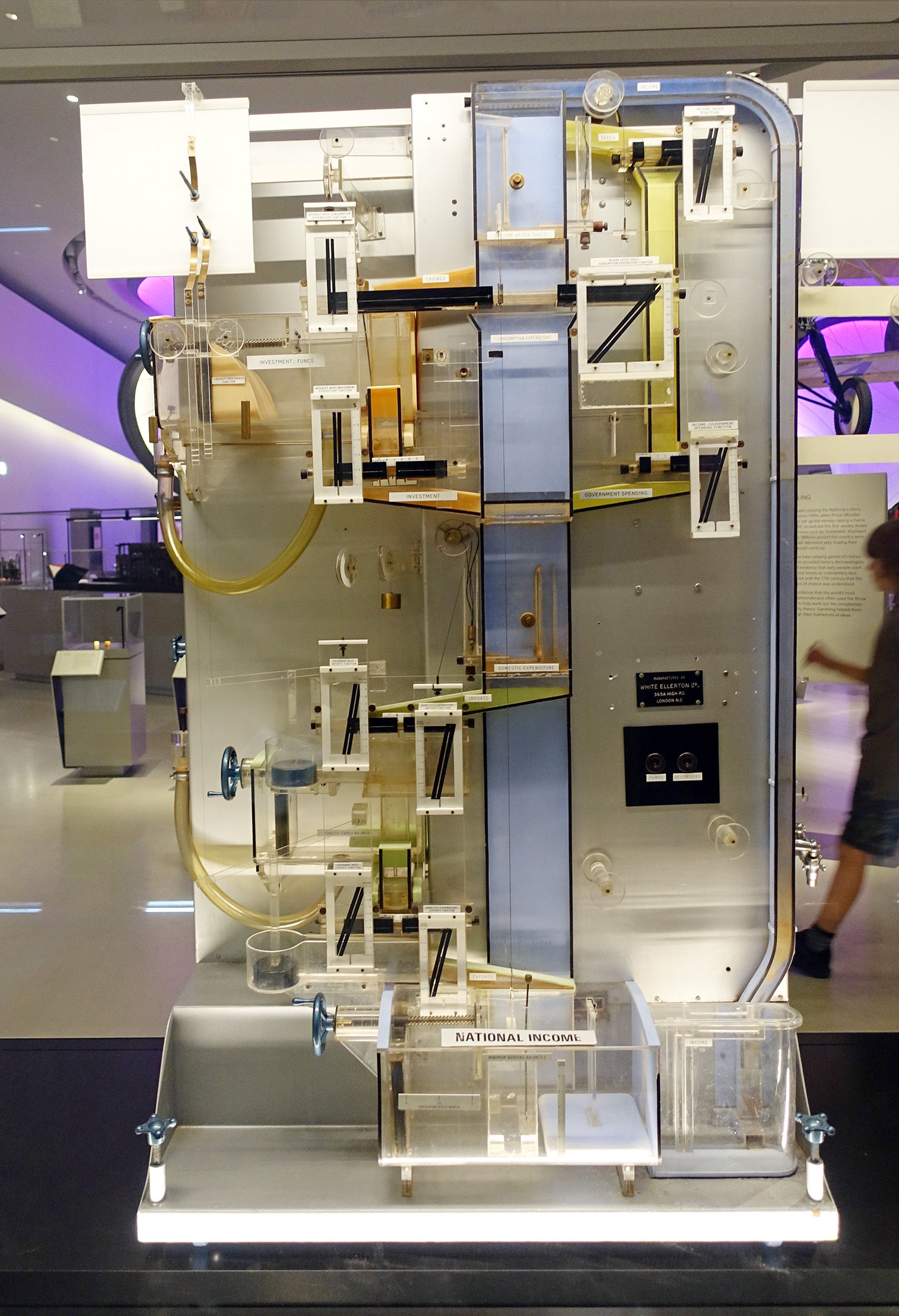
El computador en el museo de ciencias de Londres

El flujo del agua entre los tanques estuvo determinado por principios económicos y las adaptaciones de varios parámetros. Diferentes parámetros económicos, como los impuestos y la tendencia a la inversión, podrían ser introducidos por poner las válvulas que controlan el flujo de agua en el computador. Los usuarios podrían experimentar con encuadres diferentes y notar el efecto en el modelo. La habilidad del MONIAC para modelar las sutiles interacciones entre múltiples variables lo convertía en una excelente herramienta para su época. Cuando un conjunto de parámetros puestos resultaban en una economía viable, el modelo se estabilizaba y los resultados podrían verse a escala. Lo que se obtenía se enviaba a un plóter rudimentario.
MONIAC fue diseñado para ser utilizado como ayuda didáctica pero fue descubierto también como un simulador económico eficaz. Cuando el computador fue creado, no había disponibilidad de computadores digitales electrónicos capaces de llevar a cabo estas simulaciones. En 1949, los pocos computadores existentes estaban restringidos a los gobiernos para uso militar, y carecían de hardware visual con el que ilustrar la operación de modelos complejos. Observar el MONIAC funcionando, ayudó a que los estudiantes vieran los procesos en la economía nacional. El rango de organizaciones que adquirió un ejemplar demuestra como era útil en ambos aspectos.
Phillips se las arregló con una variedad de materiales para crear su prototipo de computador, incluyendo partes y piezas de sobra de la guerra, como partes de viejos bombarderos Lancaster. El primer MONIAC fue creado en el garaje de su arrendadora en Croydon con un coste de £400 (equivalente a £14,000 ).
Hizo una primera demostración del MONIAC a un número de economistas reconocidos en la London School of Economics en 1949. Fue muy bien recibido, recibiendo muy pronto una oferta de empleo como profesor.

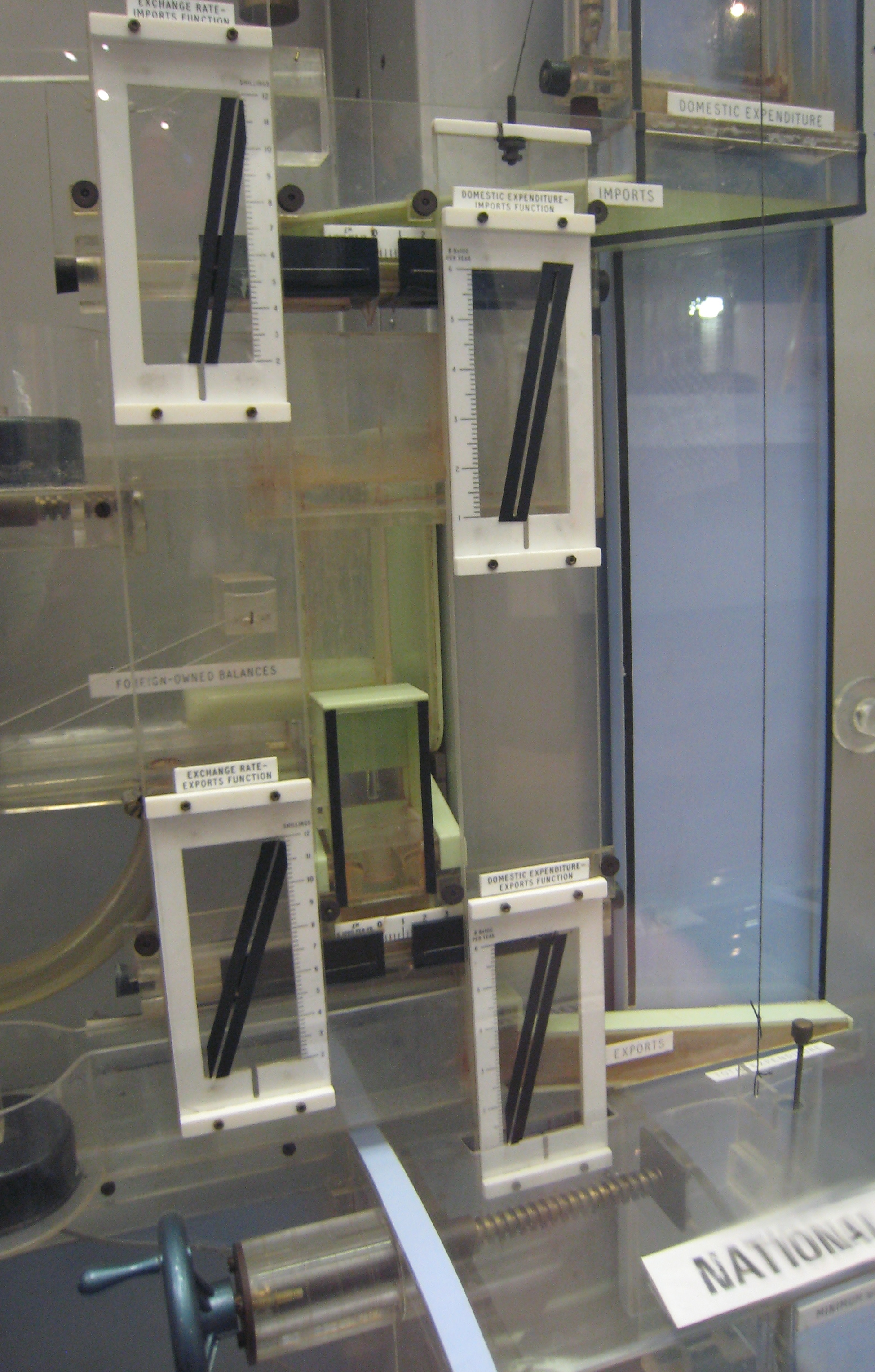
MONIAC, panel de control

## Ubicaciones actuales
Se supone que hay de doce a catorce máquinas en el mundo. 
- El prototipo estuvo dado al Departamento de Economía en la Universidad de Leeds, donde  está actualmente en exposición en la recepción de la escuela Empresarial de la universidad. Las copias se fueron a tres otras universidades británicas.
- Los otros computadores se fueron a Harvard,[2] Roosevelt y a la Universidad de Melbourne en Australia. La Compañía de Motor del Ford y el Banco Central de Guatemala posiblemente han comprado los CAINMs.
- Uno estaría en la Universidad de Estambul, en la Facultad De Economía y está a disposición.
- El del LSE fue dado al Museo de Ciencia en Londres y, después fue colocado en exhibición pública en las galerías de matemática del museo.[3]
- El otro del LSE fue dado al Instituto de Nueva Zelanda de Investigación Económica en Wellington, Nueva Zelanda. Esta máquina forma parte de la Exposición de Nueva Zelanda en el Venice Biennale en 2003, modelando la economía de Nueva Zelanda. En 2007, esta máquina fue restaurada y colocado en exhibición permanente en el Banco de Reserva de Museo de Nueva Zelanda.[4]
- Un aparato que funciona (o Máquina de Phillips en el Reino Unido) puede ser encontrado en la Facultad de Economía en Universidad de Cambridge en el Reino Unido. Esta máquina fue restaurada por Allan McRobie del Departamento de Ingeniería Universitaria de Cambridge, que da una demostración anual a los estudiantes.
- Una réplica del computador en el banco central de Guatemala fue creado para una exposición del 2005, titulado "Economías Tropicales" en el Instituto de la Universidad de California de las Artes de Wattis en San Francisco.[5]
- Otro en La Universidad de Melbourne, Australia, en una exhibición permanente en el lobby de la Biblioteca de Giblin Eunson (1.er piso o planta baja, en el edificio de negocios y  economía, 111 Barry st, Carlton, Melbourne).  La facultad ha enviado una invitación a cualquiera interesado en restaurar la máquina a capacidad funcional.
- La Universidad Erasmus de Rotterdam (EUR) tuvo un CAINM desde el 1953. Sería un regalo  de la Ciudad de Róterdam para su aniversario 40. Está localizado en el edificio Theil.
- Uno está ubicado en la Universidad de Clausthal, en la facultad de ciencias económicas y administrativas, en el segundo edificio.

## Cultura popular
- La novela de Terry Pratchett Dinero a Mansalva contiene un dispositivo similar como punto importante en la trama. Luego de que el dispositivo fuese afinado a la perfección, este se engancha mágicamente a la economía que estaba programado para simular, con el resultado de que este no pudiese ajustarse sin causar un cambio real en esta (parodiando a la Ley de Goodhart).

## Además

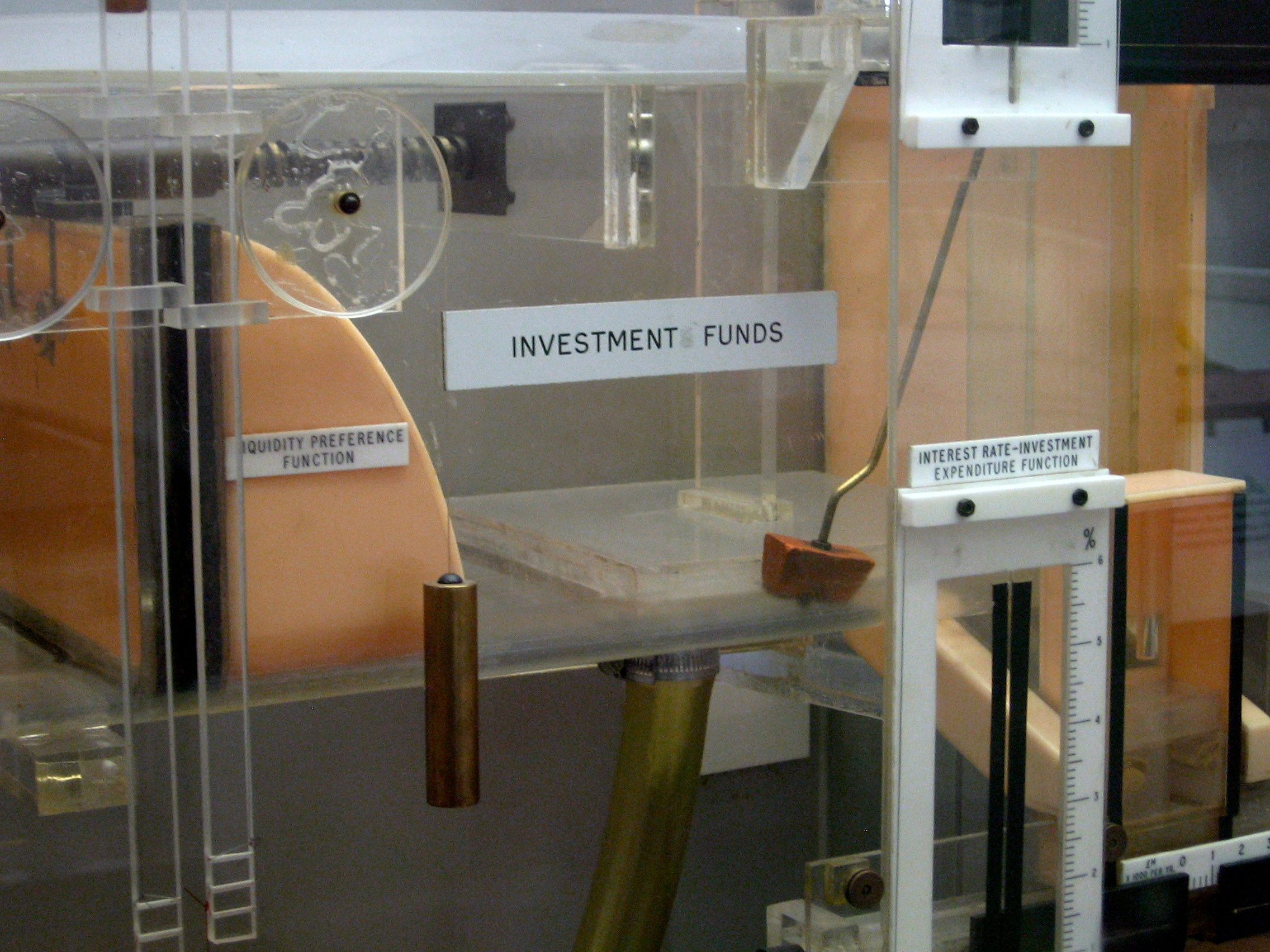
En detalle

- Ordenador
- Macroeconomía de fluidos
- Curva de Phillips
- Integrador de agua

## Documental
- The League of Gentlemen